# Bill Baroud
Pour les articles homonymes, voir Baroud (homonymie).
Bill Baroud est une série de bande dessinée créée par Manu Larcenet. La série a été prépubliée dans le magazine Fluide glacial.

## Synopsis
As des as du FBI, Bill Baroud est un espion solide, un homme moulé dans de l'acier, un héros patriote qui rend les maris jaloux et les femmes infidèles. Les albums sont une succession d'histoires courtes suivant ce personnage, parodiant et caricaturant les histoires d'espionnage type James Bond ou Bob Morane.

## Albums
- Bill Baroud, Audie, coll. « Fluide glacial » :

1. Bill Baroud espion, 1998[1].
2. Bill Baroud à la rescousse, 1999.
3. La Dernière Valse, 2000.
4. La Jeunesse de Bill Baroud, 2002[2].

- Bil Baroud (intégrale), Audie, coll. « Fluide glacial », 2010  (ISBN 978-2-352-07002-3).